# 1998 WZ5
1998 WZ5 är en trojansk asteroid i Jupiters lagrangepunkt L4. Den upptäcktes 20 november 1998 av de båda japanska astronomerna Takeshi Urata och Yoshisada Shimizu vid Nachi-Katsuura-observatoriet.
Asteroiden har en diameter på ungefär 32 kilometer.